# ¡Queridos camaradas!
¡Queridos camaradas! (en ruso, Дорогие товарищи!; romanizado: Dorogie tovarishchi!) es una película rusa de drama histórico de 2020 sobre la masacre de Novocherkask, producida, coescrita y dirigida por Andrei Konchalovsky. Se inscribió en competencia en la 77.ª edición del Festival Internacional de Cine de Venecia,en el que ganó el Premio Especial del Jurado. La película recibió una nominación al premio BAFTA a la mejor película de habla no inglesa, y fue seleccionada en el apartado a la mejor película internacional en la 93.ª edición de los Premios Óscar, llegando a la lista de finalistas de quince películas, pero no consiguió la nominación.

## Argumento
La película narra el tiroteo de una manifestación de trabajadores en Novocherkassk en 1962. Lyudmila es una trabajadora del partido del comité local de la ciudad y una comunista acérrima. Durante una gran huelga de trabajadores en la planta de locomotoras eléctricas de Novocherkassk por el aumento de los precios de los alimentos y los recortes salariales, Lyudmila es testigo del tiroteo masivo de los manifestantes por orden de la Comisión Gubernamental, que intenta ocultar la huelga al resto de la URSS.
Durante la protesta y la masacre, la hija de 18 años de Lyudmila, Svetka, desaparece. Lyudmila busca a su hija frenéticamente, pero discretamente, mientras el KGB comienza a arrestar a los sospechosos, enterrar cuerpos en secreto, cerrar la ciudad por completo y jurar legalmente a todas las personas en la ciudad guardar silencio total sobre los sucesos. Lyudmila lucha por entender cómo el gobierno pudo hacer todo esto, pero también intenta convencerse de que el comunismo triunfará al final. Ella añora los días en que Stalin gobernaba, pero también reza y le ruega a Dios que deje que su hija siga viva.

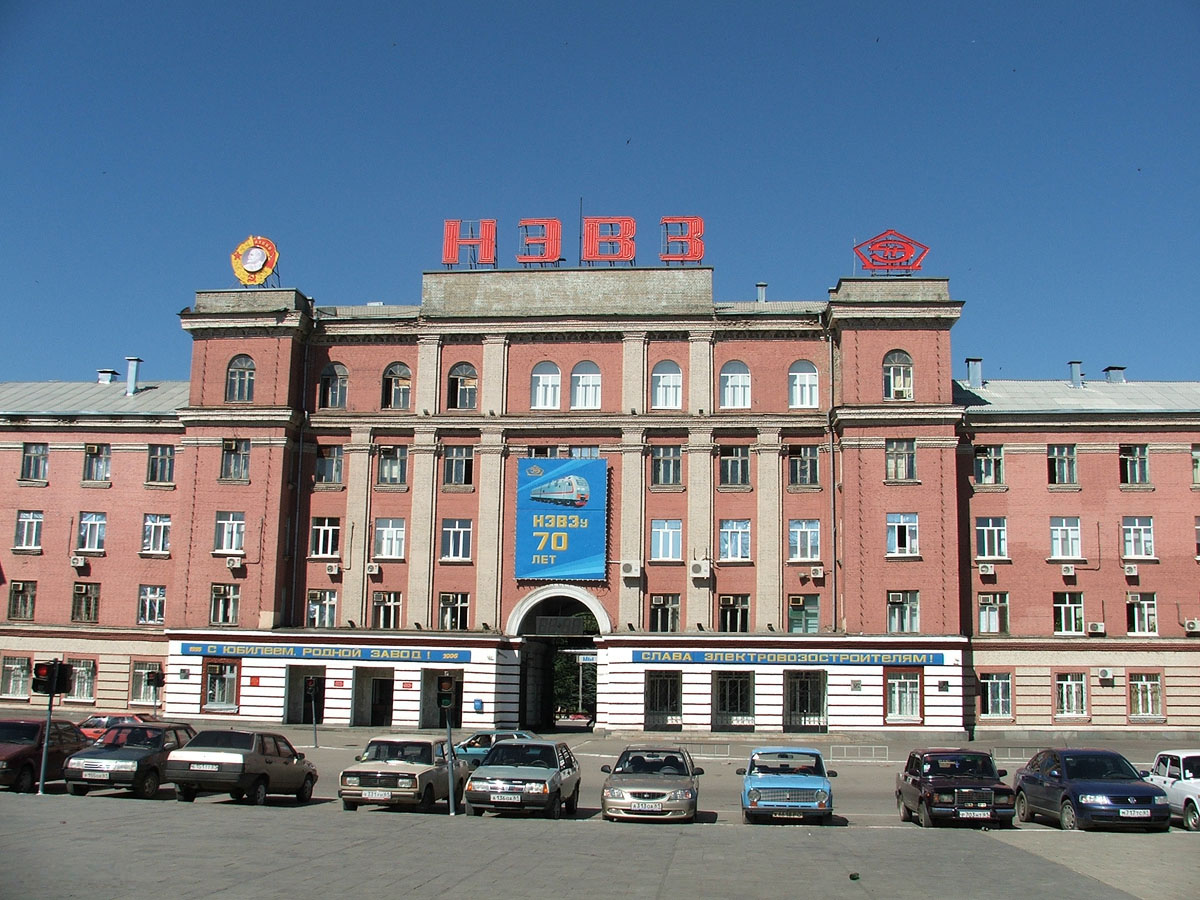
La fábrica de locomotoras de Novocherkask en 2016

Un simpático agente del KGB intenta subrepticiamente ayudarla a localizar a su hija. Eventualmente salen de la ciudad para revisar un cementerio rural donde algunos de los cuerpos han sido enterrados en secreto. Un policía al que se le ordenó enterrar los cuerpos en tumbas decrépitas confirma que enterró a la niña en la imagen que Lyudmila le muestra de su hija Svetka. Ella se aflige cuando él menciona que los dedos de los pies de la niña sobresalían de un agujero en una media, un agujero que Lyudmila le había dicho recientemente a su hija que cosiera.
Bebe mucho en el camino de regreso a la ciudad. Está abrumada por el dolor y la confusión por todo lo que ha sucedido y lo que significa para el comunismo y para su vida. Cuando regresa a su departamento por la noche, su propio padre está empacando la maleta de Svetka. Le dice a Lyudmila que Svetka está en el tejado.
Lyudmila sube corriendo las escaleras y, a través de una ventana, ve a su hija escondida en el tejado. Ella está abrumada por la alegría y la conmoción, y repite el nombre de Dios con asombro de que su hija esté viva. Mientras abraza a Svetka, le promete que la protegerá del KGB. Cuando termina la película, Lyudmila abraza a su hija y repite las palabras: "Lo haremos mejor".
Hay críticos que dudan de si el trasfondo de la película es un instrumento con el que ensalzar el régimen de Stalin.

## Reparto
- Julia Vysotskaya como Lyudmila 'Lyuda' Syomina
- Sergei Erlish como El padre de Lyuda
- Yuliya Burova como Svetka, la hija de Lyuda
- Vladislav Komarov como Loginov
- Andrey Gusev como Viktor

## Recepción
El agregador de reseñas Rotten Tomatoes otorga a la película un índice de aprobación del 95% basado en 56 reseñas, con una calificación promedio de 8.1/10. El consenso de los críticos del sitio web dice: " ¡Queridos camaradas! da una mirada aguda y autoritaria a un capítulo oscuro de la historia soviética que se vuelve aún más efectivo gracias a la fría furia de su director". Según Metacritic, que tomó una muestra de 19 críticos y calculó una puntuación media ponderada de 82 sobre 100, la película recibió "aclamación universal".